# Alte Maße und Gewichte (Arabien)
Das alte arabische Maßsystem basiert auf dem persischen, welches wiederum auf dem mesopotamischen System aufbaut.

## Hohlmaße
Der kufische Gelehrte Abū ʿUbaid al-Qāsim ibn Sallām (gest. 838) teilt in seinem Kitāb al-Amwāl mit, dass er in den Traditionen über den Propheten, die Sahāba und die nachfolgende Generation von Muslimen acht verschiedene Arten von Hohlmaßen (makāyīl) vorgefunden habe, nämlich das
Sāʿ, das Mudd, das Faraq, das Qist, das Mudy, das Machtūm, das Qafīz und das Makkūk. Von diesen seien das Mudd und das Sāʿ die wichtigsten.
Eine Andere Maßeinheit war der Aschir.

## Längenmaße
Da das römische Maßsystem, über das altägyptische, ebenfalls von mesopotamischen Maßen hergeleitet ist, gibt es eine genaue Ratio von 25 : 27 zum römischen Fuß.
- Der wissenschaftlich arbiträr festgelegte Definitionswert der Nippur-Elle beträgt 518,616 mm
 Ein römischer Fuß hat eine Länge von 4 / 7 Nippur-Ellen
 Der arabische Fuß hat eine Länge von 27 / 25 Römische Fuß
 Damit ergibt sich eine theoretische Länge des Arabischen Fußes von exakt 108 / 175 Nippur-Ellen = 320,06016 mm ≈ 32 cm

| assbaa   | Finger             | ¼ cabda    | 1                  | ≈ 2 cm      |
| cabda    | Hand(fläche)       | ¼ Fuß      | 4                  | ≈ 8 cm      |
| qadima   | Arabischer Fuß     |            | 16                 | ≈ 32 cm     |
| arsh     | (kleine) Elle      | 1½ Fuß     | 16 × 1,5           | ≈ 48 cm     |
| arsh     | (große) Elle       | 2 Fuß      | 16 × 2             | ≈ 64 cm     |
| orgye    | Klafter            | 6 Fuß      | 16 × 6             | ≈ 1,92 m    |
| qasab    | Rute               | 2 orgye    | 16 × 6 × 2         | ≈ 3,84 m    |
| seir     | Stadion            | 50 qasab   | 16 × 6 × 100       | ≈ 192,04 m  |
| ghalva   |                    | 60 qasab   | 16 × 6 × 120       | ≈ 230,44 m  |
| farasakh | Parasang (Farsäng) | 18 000 Fuß | 16 × 6 × 100 × 30  | ≈ 5,7611 km |
| barid    |                    | 4 farasakh | 16 × 6 × 100 × 120 | ≈ 23,044 km |
| marhala  |                    | 2 barid    | 16 × 6 × 100 × 240 | ≈ 46,089 km |

## Belege
1. ↑  Abū ʿUbaid Ibn-Sallām: al-Amwāl. 1989, S. 615.